# Епархия Сент-Катаринса
Епархия Сент-Катаринса (лат. Dioecesis Sanctae Catharinae in Ontario) — епархия Римско-Католической церкви с центром в городе Сент-Катаринс, Канада. Епархия Сент-Катаринса входит в архиепархию Торонто. Кафедральным собором епархии Сент-Катаринса является собор святой Екатерины Александрийской в городе Сент-Катаринс.

## История
22 ноября 1958 года Римский папа Иоанн XXIII издал буллу «Qui Deo volente», которой учредил епархию Сент-Катаринса, выделив её из епархии Гамильтона и архиепархии Торонто.

## Ординарии епархии
- епископ Thomas Joseph McCarthy (9.11.1958 — 7.09.1978);
- епископ Thomas Benjamin Fulton (7.07.1978 — 2.02.1994);
- епископ John Aloysius O’Mara (2.02.1994 — 9.11.2001);
- епископ James Matthew Wingle (9.11.2001 — 7.04.2010);
- епископ Gerard Paul Bergie (14.09.2010 — по настоящее время).

## Источник
- Annuario Pontificio, Libreria Editrice Vaticana, Città del Vaticano, 2003, стр. 958, ISBN 88-209-7422-3
- Булла Qui Deo volente, AAS 51 (1959), стр. 252  (лат.)